# NGC 3173
NGC 3173 est une galaxie spirale située dans la constellation de la Machine pneumatique. NGC 3173 a été découverte par l'astronome britannique John Herschel en 1835.

## Caractéristiques
Sa vitesse par rapport au fond diffus cosmologique est de 2 857 ± 24 km/s, ce qui correspond à une distance de Hubble de 42,1 ± 3,0 Mpc (∼137 millions d'al).
La classe de luminosité de NGC 3173 est III et elle présente une large raie HI.
En raison d'une brillance de surface égale à 14,18 mag/am2, on peut qualifier NGC 3173 de galaxie à faible brillance de surface (LSB en anglais pour low surface brightness). Les galaxies LSB sont des galaxies diffuses (D) avec une brillance de surface inférieure de moins d'une magnitude à celle du ciel nocturne ambiant.